# Municipio de Morse Bluff
El municipio de Morse Bluff (en inglés: Morse Bluff Township) es un municipio ubicado en el condado de Saunders en el estado estadounidense de Nebraska. En el año 2010 tenía una población de 381 habitantes y una densidad poblacional de 6,41 personas por km².

## Geografía
El municipio de Morse Bluff se encuentra ubicado en las coordenadas 41°24′59″N 96°44′25″O / 41.41639, -96.74028. Según la Oficina del Censo de los Estados Unidos, el municipio tiene una superficie total de 59.4 km², de la cual 58,34 km² corresponden a tierra firme y (1,78 %) 1,06 km² es agua.

## Demografía
Según el censo de 2010, había 381 personas residiendo en el municipio de Morse Bluff. La densidad de población era de 6,41 hab./km². De los 381 habitantes, el municipio de Morse Bluff estaba compuesto por el 97,9 % blancos, el 0,79 % eran amerindios, el 0,26 % eran asiáticos y el 1,05 % eran de una mezcla de razas. Del total de la población el 1,57 % eran hispanos o latinos de cualquier raza.